# Brun flickfjäril
Brun flickfjäril, Archiearis parthenias, är en fjärilsart som beskrevs av Carl von Linné 1761. Brun flickfjäril ingår i släktet Archiearis och familjen mätare, Geometridae. Arten är reproducerande i både Sverige och Finland och enligt respektive rödlista är arten livskraftig, LC, i båda länderna. Fem underarter finns listade i Catalogue of Life, Archiearis parthenias bella Inoue, 1955, Archiearis parthenias elegans Inoue, 1955, Archiearis parthenias hilara Sawamoto 1937, Archiearis parthenias lapponica  Rangnow, 1935 och Archiearis parthenias sajana Prout, 1912.

## Bildgalleri

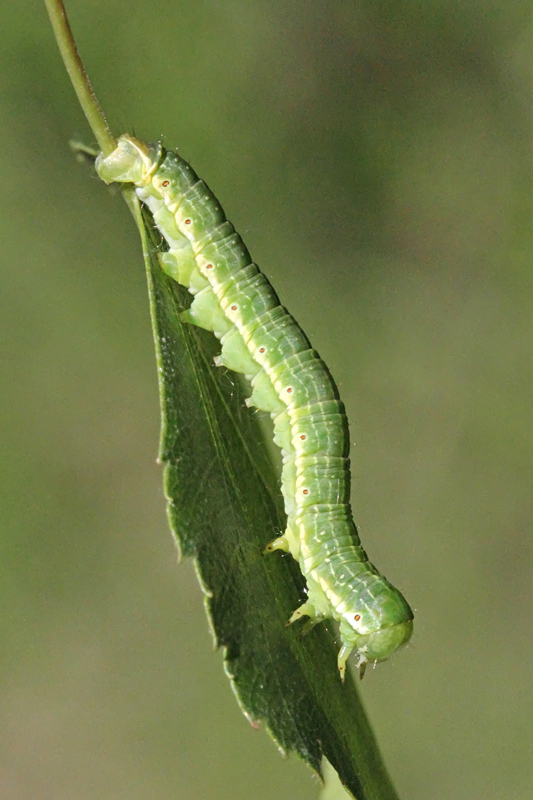
Fjärilens larv
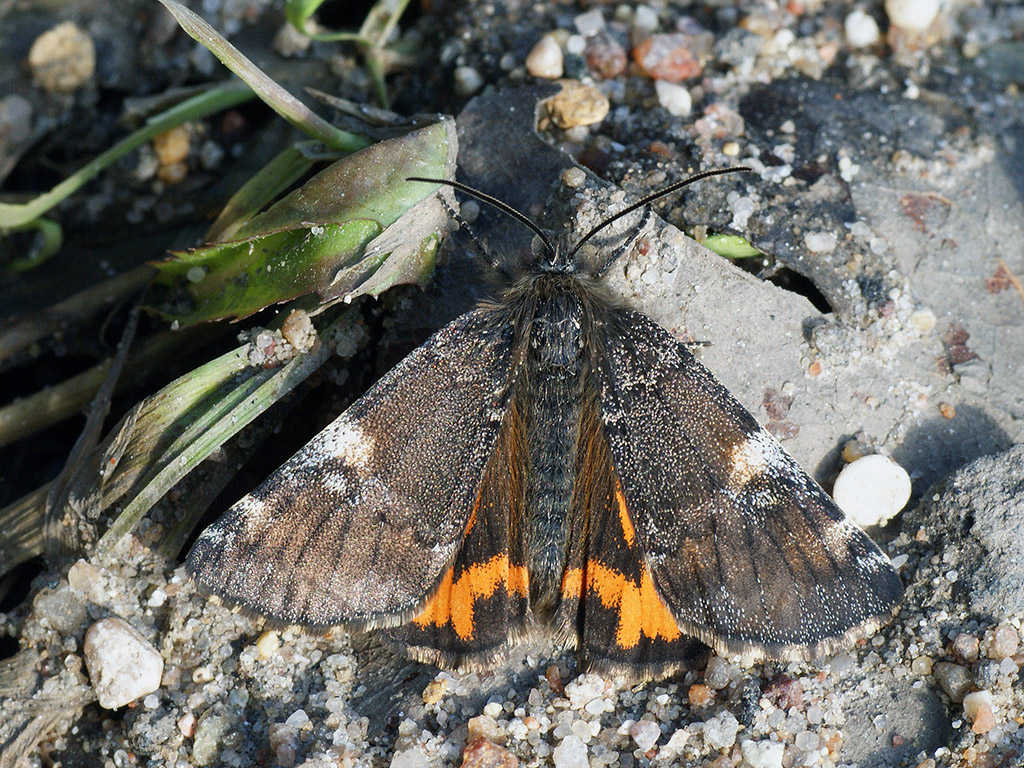
Imago fjäril
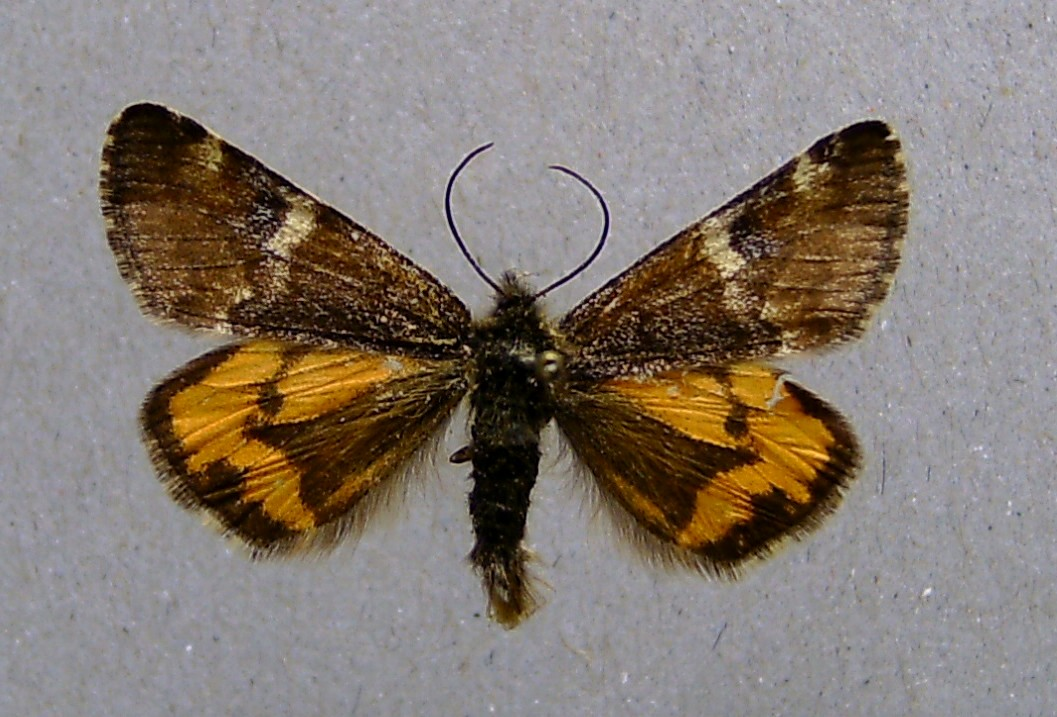
Preparerad (uppnålad) imago fjäril